# Sheryl Crow/Diskografie
Diese Diskografie ist eine Übersicht über die musikalischen Werke der US-amerikanischen Pop-Rock-Sängerin Sheryl Crow. Den Quellenangaben und Schallplattenauszeichnungen zufolge hat sie bisher mehr als 38,6 Millionen Tonträger verkauft, davon alleine in ihrem Heimatland über 25,6 Millionen. Ihre erfolgreichste Veröffentlichung ist ihr Debütalbum Tuesday Night Music Club mit mehr als 13,8 Millionen verkauften Einheiten.

## Alben

### Studioalben
| Jahr | Titel Musiklabel                           | Höchstplatzierung, Gesamtwochen, AuszeichnungChartplatzierungen (Jahr, Titel, Musiklabel, Platzierungen, Wochen, Auszeichnungen, Anmerkungen) | Höchstplatzierung, Gesamtwochen, AuszeichnungChartplatzierungen (Jahr, Titel, Musiklabel, Platzierungen, Wochen, Auszeichnungen, Anmerkungen) | Höchstplatzierung, Gesamtwochen, AuszeichnungChartplatzierungen (Jahr, Titel, Musiklabel, Platzierungen, Wochen, Auszeichnungen, Anmerkungen) | Höchstplatzierung, Gesamtwochen, AuszeichnungChartplatzierungen (Jahr, Titel, Musiklabel, Platzierungen, Wochen, Auszeichnungen, Anmerkungen) | Höchstplatzierung, Gesamtwochen, AuszeichnungChartplatzierungen (Jahr, Titel, Musiklabel, Platzierungen, Wochen, Auszeichnungen, Anmerkungen) | Anmerkungen                                                    |
| Jahr | Titel Musiklabel                           | DE | AT | CH | UK | US | Anmerkungen                                                    |
| ---- | ------------------------------------------ | --- | --- | --- | --- | --- | -------------------------------------------------------------- |
| 1993 | Tuesday Night Music Club A&M Records (A&M) | DE9 Gold · (49 Wo.)DE | AT3 Gold · (18 Wo.)AT | CH6 Platin · (33 Wo.)CH | UK8 ×2Doppelplatin · (73 Wo.)UK | US3 ×7Siebenfachplatin · (100 Wo.)US | Erstveröffentlichung: 3. August 1993 Verkäufe: + 13.895.000    |
| 1996 | Sheryl Crow A&M Records (A&M)              | DE17 (16 Wo.)DE | AT8 (10 Wo.)AT | CH3 Gold · (21 Wo.)CH | UK5 ×3Dreifachplatin · (74 Wo.)UK | US6 ×3Dreifachplatin · (63 Wo.)US | Erstveröffentlichung: 24. September 1996 Verkäufe: + 4.655.000 |
| 1998 | The Globe Sessions A&M Records (A&M)       | DE4 (16 Wo.)DE | AT19 (7 Wo.)AT | CH5 Gold · (9 Wo.)CH | UK2 Platin · (45 Wo.)UK | US5 Platin · (53 Wo.)US | Erstveröffentlichung: 22. September 1998 Verkäufe: + 2.632.500 |
| 2002 | C’mon C’mon A&M Records (UMG)              | DE7 (18 Wo.)DE | AT4 (12 Wo.)AT | CH4 Gold · (20 Wo.)CH | UK2 Gold · (13 Wo.)UK | US2 Platin · (61 Wo.)US | Erstveröffentlichung: 9. April 2002 Verkäufe: + 2.560.000      |
| 2005 | Wildflower A&M Records (UMG)               | DE21 (4 Wo.)DE | AT51 (3 Wo.)AT | CH17 (6 Wo.)CH | UK25 (2 Wo.)UK | US2 Platin · (42 Wo.)US | Erstveröffentlichung: 27. September 2005 Verkäufe: + 1.100.000 |
| 2008 | Detours A&M Records (UMG)                  | DE18 (5 Wo.)DE | AT32 (3 Wo.)AT | CH14 (7 Wo.)CH | UK20 (3 Wo.)UK | US2 (23 Wo.)US | Erstveröffentlichung: 5. Februar 2008 Verkäufe: + 455.000      |
| 2010 | 100 Miles from Memphis A&M Records (UMG)   | DE46 (2 Wo.)DE | AT38 (4 Wo.)AT | CH17 (7 Wo.)CH | UK34 (2 Wo.)UK | US3 (12 Wo.)US | Erstveröffentlichung: 20. Juli 2010 Verkäufe: + 219.000        |
| 2013 | Feels Like Home Sea Gayle Music (WMG)      | — | — | CH60 (2 Wo.)CH | UK16 (4 Wo.)UK | US7 (8 Wo.)US | Erstveröffentlichung: 10. September 2013 Verkäufe: + 65.000    |
| 2017 | Be Myself Wylie Songs (WMG)                | DE97 (1 Wo.)DE | — | CH43 (1 Wo.)CH | UK47 (3 Wo.)UK | US22 (2 Wo.)US | Erstveröffentlichung: 21. April 2017 Verkäufe: + 20.000        |
| 2019 | Threads The Valory Music Co. (UMG)         | DE25 (4 Wo.)DE | AT34 (1 Wo.)AT | CH9 (6 Wo.)CH | UK10 (2 Wo.)UK | US30 (2 Wo.)US | Erstveröffentlichung: 30. August 2019 Verkäufe: + 49.200       |
| 2024 | Evolution The Valory Music Co. (UMG)       | DE67 (1 Wo.)DE | AT70 (1 Wo.)AT | CH9 (1 Wo.)CH | UK90 (1 Wo.)UK | — | Erstveröffentlichung: 29. März 2024                            |

### Livealben
| Jahr | Titel Musiklabel                                            | Höchstplatzierung, Gesamtwochen, AuszeichnungChartplatzierungen (Jahr, Titel, Musiklabel, Platzierungen, Wochen, Auszeichnungen, Anmerkungen) | Höchstplatzierung, Gesamtwochen, AuszeichnungChartplatzierungen (Jahr, Titel, Musiklabel, Platzierungen, Wochen, Auszeichnungen, Anmerkungen) | Höchstplatzierung, Gesamtwochen, AuszeichnungChartplatzierungen (Jahr, Titel, Musiklabel, Platzierungen, Wochen, Auszeichnungen, Anmerkungen) | Höchstplatzierung, Gesamtwochen, AuszeichnungChartplatzierungen (Jahr, Titel, Musiklabel, Platzierungen, Wochen, Auszeichnungen, Anmerkungen) | Höchstplatzierung, Gesamtwochen, AuszeichnungChartplatzierungen (Jahr, Titel, Musiklabel, Platzierungen, Wochen, Auszeichnungen, Anmerkungen) | Anmerkungen                                                     |
| Jahr | Titel Musiklabel                                            | DE | AT | CH | UK | US | Anmerkungen                                                     |
| ---- | ----------------------------------------------------------- | --- | --- | --- | --- | --- | --------------------------------------------------------------- |
| 1999 | Live from Central Park A&M Records (UMG)                    | DE76 (1 Wo.)DE | — | CH46 (6 Wo.)CH | — | US107 (11 Wo.)US | Erstveröffentlichung: 7. Dezember 1999 Verkäufe: + 536.000      |
| 2003 | Live at Budokan A&M Records (UMG)                           | — | — | — | — | — | Erstveröffentlichung: 25. Juni 2003 nur in Japan veröffentlicht |
| 2018 | Live at the Capitol Theater – 2017 Be Myself Tour Cleopatra | — | — | — | — | — | Erstveröffentlichung: 7. Dezember 2018                          |
| 2021 | Live from the Ryman and More The Valory Music Co. (UMG)     | DE43 (1 Wo.)DE | — | CH16 (2 Wo.)CH | — | — | Erstveröffentlichung: 13. August 2021                           |

### Kompilationen
| Jahr | Titel Musiklabel                                                 | Höchstplatzierung, Gesamtwochen, AuszeichnungChartplatzierungen (Jahr, Titel, Musiklabel, Platzierungen, Wochen, Auszeichnungen, Anmerkungen) | Höchstplatzierung, Gesamtwochen, AuszeichnungChartplatzierungen (Jahr, Titel, Musiklabel, Platzierungen, Wochen, Auszeichnungen, Anmerkungen) | Höchstplatzierung, Gesamtwochen, AuszeichnungChartplatzierungen (Jahr, Titel, Musiklabel, Platzierungen, Wochen, Auszeichnungen, Anmerkungen) | Höchstplatzierung, Gesamtwochen, AuszeichnungChartplatzierungen (Jahr, Titel, Musiklabel, Platzierungen, Wochen, Auszeichnungen, Anmerkungen) | Höchstplatzierung, Gesamtwochen, AuszeichnungChartplatzierungen (Jahr, Titel, Musiklabel, Platzierungen, Wochen, Auszeichnungen, Anmerkungen) | Anmerkungen                                                  |
| Jahr | Titel Musiklabel                                                 | DE | AT | CH | UK | US | Anmerkungen                                                  |
| ---- | ---------------------------------------------------------------- | --- | --- | --- | --- | --- | ------------------------------------------------------------ |
| 2003 | The Very Best Of A&M Records (UMG)                               | DE27 Gold · (10 Wo.)DE | AT12 (8 Wo.)AT | CH7 Gold · (18 Wo.)CH | UK2 ×2Doppelplatin · (20 Wo.)UK | US2 ×3Dreifachplatin · (81 Wo.)US | Erstveröffentlichung: 23. Oktober 2003 Verkäufe: + 5.650.000 |
| 2007 | Hits & Rarities A&M Records (UMG)                                | — | — | — | — | — | Erstveröffentlichung: 2007 Verkäufe: + 7.500                 |
| 2011 | Icon A&M Records (UMG)                                           | — | — | — | — | — | Erstveröffentlichung: 4. Januar 2011                         |
| 2013 | Everyday Is a Winding Road – The Collection Spectrum Music (UMG) | — | — | — | — | — | Erstveröffentlichung: 18. Februar 2013                       |
| 2022 | Sheryl – Music From the Feature Documentary Spectrum Music (UMG) | — | — | — | — | — | Erstveröffentlichung: 6. Mai 2022                            |

### Weihnachtsalben
| Jahr | Titel Musiklabel                     | Höchstplatzierung, Gesamtwochen, AuszeichnungChartplatzierungen (Jahr, Titel, Musiklabel, Platzierungen, Wochen, Auszeichnungen, Anmerkungen) | Höchstplatzierung, Gesamtwochen, AuszeichnungChartplatzierungen (Jahr, Titel, Musiklabel, Platzierungen, Wochen, Auszeichnungen, Anmerkungen) | Höchstplatzierung, Gesamtwochen, AuszeichnungChartplatzierungen (Jahr, Titel, Musiklabel, Platzierungen, Wochen, Auszeichnungen, Anmerkungen) | Höchstplatzierung, Gesamtwochen, AuszeichnungChartplatzierungen (Jahr, Titel, Musiklabel, Platzierungen, Wochen, Auszeichnungen, Anmerkungen) | Höchstplatzierung, Gesamtwochen, AuszeichnungChartplatzierungen (Jahr, Titel, Musiklabel, Platzierungen, Wochen, Auszeichnungen, Anmerkungen) | Anmerkungen                              |
| Jahr | Titel Musiklabel                     | DE | AT | CH | UK | US | Anmerkungen                              |
| ---- | ------------------------------------ | --- | --- | --- | --- | --- | ---------------------------------------- |
| 2008 | Home for Christmas A&M Records (UMG) | — | — | — | — | US164 (3 Wo.)US | Erstveröffentlichung: 30. September 2008 |

## Singles

### Als Leadmusikerin
| Jahr | Titel Album                                                      | Höchstplatzierung, Gesamtwochen, AuszeichnungChartplatzierungen (Jahr, Titel, Album, Platzierungen, Wochen, Auszeichnungen, Anmerkungen) | Höchstplatzierung, Gesamtwochen, AuszeichnungChartplatzierungen (Jahr, Titel, Album, Platzierungen, Wochen, Auszeichnungen, Anmerkungen) | Höchstplatzierung, Gesamtwochen, AuszeichnungChartplatzierungen (Jahr, Titel, Album, Platzierungen, Wochen, Auszeichnungen, Anmerkungen) | Höchstplatzierung, Gesamtwochen, AuszeichnungChartplatzierungen (Jahr, Titel, Album, Platzierungen, Wochen, Auszeichnungen, Anmerkungen) | Höchstplatzierung, Gesamtwochen, AuszeichnungChartplatzierungen (Jahr, Titel, Album, Platzierungen, Wochen, Auszeichnungen, Anmerkungen) | Anmerkungen                                                                           |
| Jahr | Titel Album                                                      | DE | AT | CH | UK | US | Anmerkungen                                                                           |
| ---- | ---------------------------------------------------------------- | --- | --- | --- | --- | --- | ------------------------------------------------------------------------------------- |
| 1993 | Run, Baby, Run Tuesday Night Music Club                          | — | — | — | — | — | Erstveröffentlichung: 1993 Charteinstieg UK: 1995                                     |
| 1994 | Leaving Las Vegas Tuesday Night Music Club                       | — | — | — | UK66 (1 Wo.)UK | US60 (10 Wo.)US | Erstveröffentlichung: 7. Mai 1994                                                     |
| 1994 | All I Wanna Do Tuesday Night Music Club                          | DE10 (28 Wo.)DE | AT5 (12 Wo.)AT | CH13 (25 Wo.)CH | UK4 Gold · (17 Wo.)UK | US2 Gold · (33 Wo.)US | Erstveröffentlichung: 12. Juli 1994 Verkäufe: + 1.140.000                             |
| 1995 | Strong Enough Tuesday Night Music Club                           | DE69 (10 Wo.)DE | — | — | UK33 (4 Wo.)UK | US5 Gold · (26 Wo.)US | Erstveröffentlichung: 20. Januar 1995 Verkäufe: + 655.000                             |
| 1995 | Can’t Cry Anymore Tuesday Night Music Club                       | — | — | — | UK33 (3 Wo.)UK | US36 (18 Wo.)US | Erstveröffentlichung: 13. Juni 1995                                                   |
| 1995 | What I Can Do For You Tuesday Night Music Club                   | — | — | — | UK43 (3 Wo.)UK | — | Erstveröffentlichung: 30. Oktober 1995                                                |
| 1996 | If It Makes You Happy Sheryl Crow                                | DE80 (8 Wo.)DE | — | CH39 (5 Wo.)CH | UK9 Silber · (6 Wo.)UK | US10 Platin · (27 Wo.)US | Erstveröffentlichung: 26. August 1996 Verkäufe: + 1.285.000                           |
| 1996 | Everyday Is a Winding Road Sheryl Crow                           | — | — | — | UK12 (6 Wo.)UK | US11 (20 Wo.)US | Erstveröffentlichung: 18. November 1996 Verkäufe: + 35.000                            |
| 1997 | Hard to Make a Stand Sheryl Crow                                 | — | — | — | UK22 (5 Wo.)UK | — | Erstveröffentlichung: 17. März 1997                                                   |
| 1997 | A Change Would Do You Good Sheryl Crow                           | — | — | — | UK8 (5 Wo.)UK | — | Erstveröffentlichung: 30. Juni 1997                                                   |
| 1997 | Home Sheryl Crow                                                 | — | — | — | UK25 (2 Wo.)UK | — | Erstveröffentlichung: 6. Oktober 1997                                                 |
| 1997 | Tomorrow Never Dies James Bond 007 – Der Morgen stirbt nie (OST) | DE52 (9 Wo.)DE | — | CH12 (17 Wo.)CH | UK12 (9 Wo.)UK | — | Erstveröffentlichung: November 1997                                                   |
| 1998 | My Favorite Mistake The Globe Sessions                           | DE79 (9 Wo.)DE | — | CH29 (12 Wo.)CH | UK9 (7 Wo.)UK | US20 Gold · (10 Wo.)US | Erstveröffentlichung: 24. August 1998 Verkäufe: + 500.000                             |
| 1998 | There Goes the Neighborhood The Globe Sessions                   | — | — | — | UK19 (8 Wo.)UK | — | Erstveröffentlichung: 23. November 1998                                               |
| 1999 | Anything But Down The Globe Sessions                             | — | — | — | UK19 (8 Wo.)UK | US49 (13 Wo.)US | Erstveröffentlichung: 23. Februar 1999                                                |
| 1999 | Sweet Child o’ Mine Big Daddy (OST)                              | — | — | — | UK30 (3 Wo.)UK | — | Erstveröffentlichung: 30. August 1999                                                 |
| 2002 | Soak Up the Sun C’mon C’mon                                      | DE96 (2 Wo.)DE | AT15 (14 Wo.)AT | CH15 (30 Wo.)CH | UK16 (10 Wo.)UK | US17 Gold · (29 Wo.)US | Erstveröffentlichung: 25. März 2002 Hintergrundgesang: Liz Phair; Verkäufe: + 550.000 |
| 2002 | Steve McQueen C’mon C’mon                                        | — | — | CH77 (4 Wo.)CH | UK44 (2 Wo.)UK | US88 (5 Wo.)US | Erstveröffentlichung: 20. Juni 2002                                                   |
| 2003 | The First Cut Is the Deepest The Very Best of Sheryl Crow        | DE61 (9 Wo.)DE | AT31 (11 Wo.)AT | CH45 (7 Wo.)CH | UK37 (3 Wo.)UK | US14 Gold · (36 Wo.)US | Erstveröffentlichung: 20. Oktober 2003 Verkäufe: + 535.000                            |
| 2003 | It’s So Easy C’mon C’mon                                         | DE92* (1 Wo.)DE | — | — | — | — | Erstveröffentlichung: 3. November 2003 feat. Don Henley / *Wolfgang Niedecken         |
| 2004 | Light in Your Eyes The Very Best of Sheryl Crow                  | — | — | — | UK73 (1 Wo.)UK | — | Erstveröffentlichung: 21. Juni 2004                                                   |
| 2005 | Good Is Good Wildflower                                          | DE89 (4 Wo.)DE | — | CH55 (2 Wo.)CH | UK75 (1 Wo.)UK | US64 (10 Wo.)US | Erstveröffentlichung: 11. September 2005                                              |
| 2006 | Always on Your Side Wildflower                                   | — | — | — | — | US33 (8 Wo.)US | Erstveröffentlichung: 4. März 2006 feat. Sting                                        |
| 2007 | Not Fade Away –                                                  | — | — | — | — | US78 (1 Wo.)US | Erstveröffentlichung: 10. Februar 2007                                                |
| 2008 | Love Is Free Detours                                             | DE49 (9 Wo.)DE | AT57 (2 Wo.)AT | CH51 (2 Wo.)CH | UK76 (1 Wo.)UK | US77 (6 Wo.)US | Erstveröffentlichung: 12. Januar 2008                                                 |
| 2013 | Easy Feels Like Home                                             | — | — | — | UK80 (1 Wo.)UK | US72 (8 Wo.)US | Erstveröffentlichung: 12. März 2013                                                   |
| 2017 | Halfway There Be Myself                                          | — | — | — | — | — | Erstveröffentlichung: 2. März 2017                                                    |
| 2019 | Prove You Wrong Threads                                          | — | — | — | — | — | Erstveröffentlichung: 7. Juni 2019 feat. Stevie Nicks & Maren Morris                  |
| 2020 | Woman in the White House (2020 Version) –                        | — | — | — | — | — | Erstveröffentlichung: 31. Juli 2020                                                   |
| 2023 | Alarm Clock Evolution                                            | — | — | — | — | — | Erstveröffentlichung: 3. November 2023                                                |
| 2024 | Evolution                                                        | — | — | — | — | — | Erstveröffentlichung: 12. Januar 2024                                                 |
| 2024 | Do It Again Evolution                                            | — | — | — | — | — | Erstveröffentlichung: 9. Februar 2024                                                 |
| 2024 | Digging in the Dirt Evolution                                    | — | — | — | — | — | Erstveröffentlichung: 8. März 2024 feat. Peter Gabriel                                |
| 2024 | Light a Candle –                                                 | — | — | — | — | — | Erstveröffentlichung: 25. Oktober 2024                                                |

### Als Gastmusikerin
| Jahr | Titel Album                       | Höchstplatzierung, Gesamtwochen, AuszeichnungChartplatzierungen (Jahr, Titel, Album, Platzierungen, Wochen, Auszeichnungen, Anmerkungen) | Höchstplatzierung, Gesamtwochen, AuszeichnungChartplatzierungen (Jahr, Titel, Album, Platzierungen, Wochen, Auszeichnungen, Anmerkungen) | Höchstplatzierung, Gesamtwochen, AuszeichnungChartplatzierungen (Jahr, Titel, Album, Platzierungen, Wochen, Auszeichnungen, Anmerkungen) | Höchstplatzierung, Gesamtwochen, AuszeichnungChartplatzierungen (Jahr, Titel, Album, Platzierungen, Wochen, Auszeichnungen, Anmerkungen) | Höchstplatzierung, Gesamtwochen, AuszeichnungChartplatzierungen (Jahr, Titel, Album, Platzierungen, Wochen, Auszeichnungen, Anmerkungen) | Anmerkungen                                                                                             |
| Jahr | Titel Album                       | DE | AT | CH | UK | US | Anmerkungen                                                                                             |
| ---- | --------------------------------- | --- | --- | --- | --- | --- | --- |
| 2002 | Picture Cocky                     | — | — | — | — | US4 Gold · (34 Wo.)US | Erstveröffentlichung: 12. November 2002 Verkäufe: + 851.300 Kid Rock feat. Allison Moorer & Sheryl Crow |
| 2002 | American Girls Hard Candy         | — | — | — | — | — | Erstveröffentlichung: 2002 Counting Crows feat. Sheryl Crow                                             |
| 2006 | Building Bridges Hillbilly Deluxe | — | — | — | — | US66 (12 Wo.)US | Erstveröffentlichung: 5. Juni 2006 Brooks & Dunn feat. Vince Gill & Sheryl Crow                         |
| 2007 | What You Give Away These Days     | — | — | — | — | — | Erstveröffentlichung: 2007 Vince Gill feat. Sheryl Crow                                                 |
| 2008 | Just Stand Up! –                  | — | AT73 (1 Wo.)AT | — | UK26 (3 Wo.)UK | US11 (4 Wo.)US | Erstveröffentlichung: 21. August 2008 Verkäufe: + 393.000; mit Stand Up to Cancer                       |
| 2010 | Lean on Me Hope for Haiti Now     | — | AT45 (1 Wo.)AT | — | — | US47 (1 Wo.)US | Erstveröffentlichung: 20. Januar 2010 Kid Rock feat. Keith Urban & Sheryl Crow                          |
| 2010 | Collide Born Free                 | — | — | — | — | — | Erstveröffentlichung: 2010 Kid Rock feat. Bob Seger & Sheryl Crow                                       |
| 2010 | Coal Miner’s Daughter             | — | — | — | — | — | Erstveröffentlichung: 2010 Loretta Lynn feat. Miranda Lambert & Sheryl Crow                             |
| 2015 | Love Song to the Earth –          | — | — | — | — | — | Erstveröffentlichung: 11. September 2015 Verkäufe: + 11.000; als Teil von Friends of the Earth          |
| 2018 | My Sweet Love Revelation          | — | — | — | — | — | Erstveröffentlichung: 29. März 2018 Reef feat. Sheryl Crow                                              |

## Videoalben und Musikvideos

### Videoalben
| Jahr | Titel                                             | Höchstplatzierung, Gesamtwochen, AuszeichnungChartplatzierungen (Jahr, Titel, Platzierungen, Wochen, Auszeichnungen, Anmerkungen) | Höchstplatzierung, Gesamtwochen, AuszeichnungChartplatzierungen (Jahr, Titel, Platzierungen, Wochen, Auszeichnungen, Anmerkungen) | Höchstplatzierung, Gesamtwochen, AuszeichnungChartplatzierungen (Jahr, Titel, Platzierungen, Wochen, Auszeichnungen, Anmerkungen) | Höchstplatzierung, Gesamtwochen, AuszeichnungChartplatzierungen (Jahr, Titel, Platzierungen, Wochen, Auszeichnungen, Anmerkungen) | Höchstplatzierung, Gesamtwochen, AuszeichnungChartplatzierungen (Jahr, Titel, Platzierungen, Wochen, Auszeichnungen, Anmerkungen) | Anmerkungen                                               |
| Jahr | Titel                                             | DE | AT | CH | UK | US | Anmerkungen                                               |
| ---- | ------------------------------------------------- | --- | --- | --- | --- | --- | --------------------------------------------------------- |
| 1997 | Live from London                                  | — | — | — | UK5 (14 Wo.)UK | — | Erstveröffentlichung: 25. Juli 1997                       |
| 1999 | Rockin’ the Globe – Live                          | — | — | — | UK9 (9 Wo.)UK | US— GoldUS | Erstveröffentlichung: 1999 Verkäufe: + 45.000             |
| 2003 | Very Best of (Sound & Vision)                     | — | — | — | UK34 (5 Wo.)UK | — | Erstveröffentlichung: 2003                                |
| 2003 | C’mon America 2003                                | — | — | — | UK28 (3 Wo.)UK | US— GoldUS | Erstveröffentlichung: 9. Dezember 2003 Verkäufe: + 37.500 |
| 2006 | Wildflower Tour – Live from New York              | — | — | — | — | — | Erstveröffentlichung: 5. Dezember 2006                    |
| 2008 | Live                                              | — | — | — | — | — | Erstveröffentlichung: 2008                                |
| 2011 | Miles from Memphis – Live at the Pantages Theatre | — | — | — | UK15 (4 Wo.)UK | — | Erstveröffentlichung: 3. Juni 2011                        |

### Musikvideos
| Jahr | Titel                        | Regie                        |
| ---- | ---------------------------- | ---------------------------- |
| 1994 | Leaving Las Vegas            | David Hogan                  |
| 1994 | All I Wanna Do               | Harden Lounge                |
| 1995 | Strong Enough                | Martin Bell                  |
| 1995 | Can’t Cry Anymore            | Elizabeth Bailey             |
| 1995 | Run Baby Run                 | David Hogan, David Cameron   |
| 1995 | What I Can Do for You        | Richard Schenkman            |
| 1996 | If It Makes You Happy        | Keir McFarlene               |
| 1996 | Everyday Is a Winding Road   | Peggy Sirota                 |
| 1997 | Hard to Make a Stand         | Matthew Amos                 |
| 1997 | A Change Would Do You Good   | Michel Gondry                |
| 1997 | Home                         | Samuel Bayer                 |
| 1997 | Tomorrow Never Dies          | Daniel Kleinman              |
| 1998 | My Favorite Mistake          | Samuel Bayer                 |
| 1998 | There Goes the Neighborhood  | Matthew Rolston              |
| 1999 | Anything But Down            | Floria Sigismondi            |
| 1999 | Sweet Child o’ Mine          | Stéphane Sednaoui            |
| 2002 | Soak Up the Sun              | Wayne Isham                  |
| 2002 | Steve McQueen                | Wayne Isham                  |
| 2003 | Picture                      | JB Carlin                    |
| 2003 | The First Cut Is the Deepest | Wayne Isham                  |
| 2005 | No Depression in Heaven      | Michael Merriman             |
| 2005 | Good Is Good                 | Kylie Matulick, Todd Mueller |
| 2006 | I Know Why                   | Martyn Atkins                |
| 2006 | Always On Your Side          | Nigel Dick                   |
| 2007 | Shine Over Babylon           | Michael Rothman              |
| 2007 | Lullaby for Wyatt            | Michael Rothman              |
| 2008 | Love Is Free                 | The Malloys                  |
| 2008 | God Bless This Mess          | Jonathan Sudbury             |
| 2008 | Now That You’re Gone         | Wayne Miller                 |
| 2008 | Out of Our Heads             | Martyn Atkins                |
| 2008 | Gasoline                     | Paul Guthrie                 |
| 2010 | Summer Day                   | Wayne Isham                  |
| 2010 | Sign Your Name               | Wayne Isham                  |
| 2010 | Coal Miner’s Daughter        | Deaton-Flanigen Productions  |
| 2011 | Collide                      | Deaton-Flanigen Productions  |
| 2015 | Love Song to the Earth       | Trey Fanjoy                  |

## Autorenbeteiligungen und Produktionen

### Autorenbeteiligungen
- 1996: Jill Johnson – All Kinds of People
- 1996: Tina Turner – All Kinds of People
- 1997: Bell, Book & Candle – Destiny
- 1998: Faith Hill – Somebody Stand by Me
- 1999: Annalisa Minetti – La voce della verità
- 1999: Irene Grandi – Limbo
- 2010: Luisa Corner – Corri e vai

### Produktionen
- 1998: Stevie Nicks – If You Ever Did Believe
- 1998: Stevie Nicks – Crystal
- 2001: Stevie Nicks – It’s Only Love
- 2001: Stevie Nicks – Candlebright
- 2001: Stevie Nicks – Sorcerer
- 2001: Stevie Nicks – That Made Me Stronger
- 2001: Stevie Nicks – Too Far from Texas (mit Natalie Maines)

## Promoveröffentlichungen
| Jahr | Titel Album                                | Anmerkungen                |
| ---- | ------------------------------------------ | -------------------------- |
| 2002 | C’mon C’mon                                | Erstveröffentlichung: 2002 |
| 2007 | Shine Over Babylon Detours                 | Erstveröffentlichung: 2007 |
| 2008 | Now That You’re Gone Detours               | Erstveröffentlichung: 2008 |
| 2008 | Out of Our Heads Detours                   | Erstveröffentlichung: 2008 |
| 2009 | Sign Your Name Detours                     | Erstveröffentlichung: 2009 |
| 2010 | Summer Day 100 Miles from Memphis          | Erstveröffentlichung: 2010 |
| 2013 | Callin’ Me When I’m Lonely Feels Like Home | Erstveröffentlichung: 2013 |
| 2014 | Shotgun Feels Like Home                    | Erstveröffentlichung: 2014 |

## Sonderveröffentlichungen
Remixe
- 2002: Dixie Chicks – Landslide (Sheryl Crow Remix)

## Statistik

### Chartauswertung
|                     | DE     | AT     | CH     | UK     | US     |
| ------------------- | ------ | ------ | ------ | ------ | ------ |
| Nummer-eins-Alben   | DE—DE  | AT—AT  | CH—CH  | UK—UK  | US—US  |
| Top-10-Alben        | DE3DE  | AT3AT  | CH7CH  | UK6UK  | US9US  |
| Alben in den Charts | DE13DE | AT10AT | CH13CH | UK11UK | US13US |

|                       | DE     | AT    | CH    | UK     | US     |
| --------------------- | ------ | ----- | ----- | ------ | ------ |
| Nummer-eins-Singles   | DE—DE  | AT—AT | CH—CH | UK—UK  | US—US  |
| Top-10-Singles        | DE1DE  | AT1AT | CH—CH | UK4UK  | US2US  |
| Singles in den Charts | DE10DE | AT6AT | CH9CH | UK22UK | US20US |

|                          | DE    | AT    | CH    | UK    | US    |
| ------------------------ | ----- | ----- | ----- | ----- | ----- |
| Nummer-eins-Videoalben   | DE—DE | AT—AT | CH—CH | UK—UK | US—US |
| Top-10-Videoalben        | DE—DE | AT—AT | CH—CH | UK2UK | US—US |
| Videoalben in den Charts | DE—DE | AT—AT | CH—CH | UK5UK | US—US |

### Auszeichnungen für Musikverkäufe
| Land/RegionAuszeichnungen für Musikverkäufe (Land/Region, Auszeichnungen, Verkäufe, Quellen) | Silber     | Gold       | Platin       | Verkäufe   | Quellen                                                   |
| -------------------------------------------------------------------------------------------- | ---------- | ---------- | ------------ | ---------- | --------------------------------------------------------- |
| Australien (ARIA)                                                                            | —          | 6× Gold6   | 13× Platin13 | 1.092.500  | aria.com.au                                               |
| Brasilien (PMB)                                                                              | —          | 2× Gold2   | —            | 200.000    | Einzelnachweise                                           |
| Deutschland (BVMI)                                                                           | —          | 2× Gold2   | —            | 350.000    | musikindustrie.de                                         |
| Europa (IFPI)                                                                                | —          | —          | 8× Platin8   | 8.000.000  | ifpi.org (Memento vom 1. Januar 2014 im Internet Archive) |
| Frankreich (SNEP)                                                                            | —          | Gold1      | —            | 100.000    | snepmusique.com                                           |
| Japan (RIAJ)                                                                                 | —          | 2× Gold2   | 2× Platin2   | 600.000    | riaj.or.jp                                                |
| Kanada (MC)                                                                                  | —          | 2× Gold2   | 15× Platin15 | 1.600.000  | musiccanada.com                                           |
| Neuseeland (RMNZ)                                                                            | —          | 6× Gold6   | 6× Platin6   | 180.000    | aotearoamusiccharts.co.nz NZ2 NZ3                         |
| Niederlande (NVPI)                                                                           | —          | Gold1      | —            | 50.000     | nvpi.nl                                                   |
| Österreich (IFPI)                                                                            | —          | Gold1      | —            | 25.000     | ifpi.at                                                   |
| Schweiz (IFPI)                                                                               | —          | 4× Gold4   | Platin1      | 140.000    | hitparade.ch                                              |
| Spanien (Promusicae)                                                                         | —          | Gold1      | —            | 50.000     | elportaldemusica.es                                       |
| Vereinigte Staaten (RIAA)                                                                    | —          | 9× Gold9   | 19× Platin19 | 25.684.500 | riaa.com                                                  |
| Vereinigtes Königreich (BPI)                                                                 | 2× Silber2 | 2× Gold2   | 8× Platin8   | 3.340.000  | bpi.co.uk                                                 |
| Insgesamt                                                                                    | 2× Silber2 | 39× Gold39 | 72× Platin72 |            |                                                           |